# Unió de Joves Comunistes (Cuba)
La Unió de Joves Comunistes és l'organització juvenil del Partit Comunista de Cuba. L'ingrés en l'organització és voluntari i selectiu entre els joves cubans d'edats compreses entre els 15 i els 30 anys.
En el cas dels joves de 15 anys, es dona un carnet, solament a aquells que presenten una excepcional conducta davant de l'estudi, el treball, i en funció del seu desenvolupament com estudiants.
L'any 2006, comptava amb més de 600.000 militants. La Unió de Joves Comunistes manté relacions amb 218 organitzacions de tot el món i està afiliada a la Federació Mundial de Joventuts Democràtiques, alhora que també participa en altres 14 organitzacions internacionals. L'òrgan de premsa de la Unió de Joves Comunistes és el diari Juventud Rebelde.

## Història
El 1928 el primer Partit Comunista de Cuba, va crear la Lliga Juvenil Comunista, que existiria durant poc més de mitja dècada.
A la fi de 1944, per iniciativa del Partit Socialista Popular es va crear la Joventut Socialista. Després de la revolució cubana, el Che Guevara va crear l'Associació de Joves Rebels, amb la qual es fusionaria la Joventut Socialista el 1960.
El 4 d'abril de 1962, durant el primer congrés de la nova organització unificada i per suggeriment de Fidel Castro, s'adopta el nom d'Unió de Joves Comunistes.
La UJC, impulsa diferents programes per a l'atenció de la joventut cubana, tal és el cas dels Jove Club de Computació i Electrònica, l'Empresa Campismo Popular, el Moviment Juvenil Martiano, les Brigades Tècniques Juvenils, les Brigades d'Instructors d'Art, els Treballadors Socials i a més dirigeix les campanyes d'estiu al país. L'organització assessora a organitzacions tals com la Federació d'Estudiants de l'Ensenyament Mitjà (FEEM), la Federació Estudiantil Universitària (FEU) i l'Organització de Pioners José Martí (OPJM).
És l'organització política de la joventut cubana. L'ingrés és de caràcter voluntari i selectiu. En ella militen més de 500 000 joves i la projecció del seu treball va més enllà dels seus membres, està dirigida a tota la població jove del país. El seu principal objectiu és la formació integral i multifacética de les noves generacions.
L'organització està estructurada al llarg del país, i per dirigir els treballs entre congrés i congrés compta amb un Comitè Nacional i un Buró Nacional, aquest últim integrat per 26 persones. L'organització va ser fundada el 4 d'abril de 1962.
La Unió de Joves Comunistes manté relacions amb 218 organitzacions de diferents parts del món i està afiliada a la Federació Mundial de Joventuts Democràtiques; al seu torn desenvolupa vincles amb altres 14 organitzacions internacionals.

## Estructura
La Unió de Joves Comunistes estableix en els seus estatuts aprovats en el 2004 durant el seu VIII congrés, que l'organització està estructurada de la següent manera:
- Congrés
Es reuneix cada 4 anys, en el participen delegats de totes les províncies del país, incloent al municipi especial Illa de la Joventut. En ell es designa al Comitè Nacional, al Buró nacional, s'elaboren els estatuts i els reglaments interns.
- Buró Nacional
Està presidit per un Primer Secretari, ho integren entre 10 i 15 membres. És l'encarregat de l'adreça de l'organització mientrás el Comitè nacional no es reuneixi. Existeixen a cada província i municipi, un buró provincial i un buró municipal.
- Comitè nacional
Es reuneix dues vegades a l'any, a les províncies tres vegades a l'any i en els municipis fins a 4 vegades. És l'encarregat de l'adreça de l'organització dins de l'etapa entre congressos. A les províncies s'estableixen els Comitè Provincials i en els municipis, els Municipals.

## Primers secretaris de la UJC
Joel Iglesias Leyva (1962-1966), no ha tingut càrrecs polítics des del seu cessament. Va morir l'any 2011.
Jaime Crombet Hernández-Baquero (1966-1972), va ser Vicepresident de l'Assemblea Nacional del Poder Popular des de 1993 fins a 2012. Va morir l'any 2013.
Luis Orlando Domínguez Muñiz (1972-1982), va ser condemnat a 20 anys de presó per corrupció i conspiració el 1987.
Carlos Lage Dávila (1982-1986), va ser Vicepresident de Cuba des de 1993 fins a 2009, sent destituït per conspiració.
Roberto Robaina González (1986-1993), va ser Canceller de Cuba de 1993 fins a 1999, sent destituït per corrupció i conspiració. Actualment és pintor i empresari de gastronomia.
Juan Contino Aslán (1993-1994), va ser President del govern provincial de Ciutat de l'Havana (l'Havana) de 2003 a 2011.
Victoria Velázquez (1994-1997), va ser destituïda d'aquest càrrec el 1997 per corrupció.
Otto Rivero Torres (1997-2004), va ser Vicepresident del Govern entre 2004 i 2009, sent destituït per corrupció i conspiració.
Julio Martínez Ramírez (2004-2009), va ser triat membre del Comitè Provincial del PCC a l'Havana.
Liudmila Àlamo Dueñas (2009-2012), no s'especifica la seva destinació professional.
Yuniasky Crespo Baquero (2012-2016), serà promoguda com a funcionària del PCC.
Susely Morfa González (2016)